# Antoine Gomis
Antoine Gomis, né le 2 avril 1989 à Paris, est un joueur français de basket-ball. Il évolue au poste d'ailier fort.